# NGC 7107
NGC 7107 is een balkspiraalstelsel in het sterrenbeeld Kraanvogel. Het hemelobject werd op 6 september 1834 ontdekt door de Britse astronoom John Herschel.

## Synoniemen
- ESO 287-52
- AM 2139-450
- IRAS 21392-4501
- PGC 67209